# Élancourt
Élancourt je město v západní části metropolitní oblasti Paříže ve Francii v departmentu Yvelines a regionu Île-de-France. Od centra Paříže je vzdálené 30,6 km.

## Geografie
Sousední obce: Plaisir, Trappes, Le Mesnil-Saint-Denis, La Verrière, Maurepas a Jouars-Pontchartrain.

## Vývoj počtu obyvatel
Počet obyvatel

## Partnerská města
- Cassina de' Pecchi, Itálie
- Gräfenhainichen, Německo
- Laubach, Německo